# 城堡 (小说)
《城堡》（德語: Das Schloß）是一部长篇小说，由德语作家法兰茲·卡夫卡写于1922年的1月至9月，直到他死前都未完成。1926年由卡夫卡的朋友马克斯·布洛德整理出版。

## 故事情节
（第一天）主人公K半夜踏着积雪来到一个城堡下面归城堡管辖的村庄，准备进入城堡。他自称是城堡聘请来的土地测量员，却又拿不出任何证明，于是遭到了严厉的盘查。客栈用电话询问城堡，得到了答复后，K才被同意留宿。
（第二天）城堡就在附近的山冈上，他却怎么也走不到那里。城堡的主人伯爵人人皆知，却从未有人见过。城堡办公厅主任克拉姆也不肯露面，K只能通过他的信使巴纳巴斯同他联系，而巴纳巴斯也没有见过克拉姆本人。为达到自己的目的，K勾引了克拉姆的情妇弗丽达。K去找村长，村长告诉他聘请K纯粹是城堡多年前的一次失误，安排他去给一个小学校当勤杂工，而学校并不需要勤杂工。在学校里，K认识了一个叫汉斯的小孩，孩子的母亲来自城堡。这引起了K的兴趣，想去见孩子的母亲，却引起了弗丽达的嫉妒。巴纳巴斯的姐姐奥尔嘉向K诉说了他们家所遭受的不幸。后来城堡通知他，克拉姆的秘书在贵宾饭店等着见他。K经过一番曲折见到了秘书，得到的命令却是要他把克拉姆的情妇弗丽达送回去。其实，在K同奥尔嘉长谈的时候，弗丽达就同K的一名助手私奔了……K用尽心机，东奔西突，但他的一切努力终属徒劳：K至死都没有能够进入城堡。（卡夫卡並未寫出結局，據說他曾向朋友透露最後K得到了城堡的回應，終於跨出了一小步，而他也將繼續抗爭下去……）

## 外部連結
- 维基共享资源上的相關多媒體資源：城堡
- Kafka website （页面存档备份，存于）
- Das Schloss, original German text （页面存档备份，存于）
- Kafka Society of America （页面存档备份，存于）
- "Franz Kafka's Quest for an Unavailable God" （页面存档备份，存于）, by Roz Spafford, San Francisco Chronicle, 5 April 1998, review of the Mark Harman translation